# Emmanuel Ake
Emmanuel Ake est un footballeur international kényan né le 11 juin 1980 à Mombasa. Il est attaquant.

## Biographie

### En sélection nationale

#### Buts internationaux
| #  | Date         | Lieu                                  | Adversaire   | Score | Résultat | Compétition |
| -- | ------------ | ------------------------------------- | ------------ | ----- | -------- | ----------- |
| 1. | 26 mars 2011 | Stade du 15-Octobre, Bizerte, Tunisie | Burkina Faso | 3-0   | Victoire | CAN 2004    |